# 506
Évszázadok: 5. század – 6. század – 7. század
Évtizedek: 450-es évek – 460-as évek – 470-es évek – 480-as évek – 490-es évek – 500-as évek – 510-es évek – 520-as évek – 530-as évek – 540-es évek – 550-es évek
Évek: 501 – 502 – 503 – 504 –  505 – 506 – 507 – 508 – 509 – 510 – 511

## Események

### Bizánci Birodalom
- I. Anasztasziosz császár a status quo alapján hét évre szóló békét köt I. Kavád szászánida uralkodóval. A bizánci-perzsa háború véget ér.

### Európa
- II. Alaric vizigót király kiadja "Alaric breviáriumát" vagy a Lex Romana Visigothorum-ot, a római alattvalóira vonatkozó törvénygyűjteményt. A vizigótok a saját törvényeik szerint éltek.
- Az ariánus Alaric engedélyezi, hogy a katolikus püspökök Agdében zsinatot tartsanak. A zsinaton a klérus fegyelmét igyekeznek erősíteni, többek között megtiltják hogy a szerzetesek és apácák egy kolostorban éljenek.
- A vizigótok elfoglalják a katalóniai Dertosa városát, elfogják és kivégzik Péter "zsarnokot", aki fellázadt a vizigót uralom ellen.
- I. Chlodwig frank király végleg aláveti az alemannokat.
- Theoderic itáliai király megvonja támogatását Laurentius ellenpápától, akik távozik Rómából és folyamatosan böjtöl hamarosan bekövetkező haláláig.

### Japán
- 18 éves korában meghal a kegyetlen császár, Burecu. Mivel fia nincs, a trónt Ódzsin császár ötödízigleni leszármazottja, Keitai foglalja el, aki feleségül veszi Burecu húgát, Tasirakát.

## Halálozások
- Burecu, japán császár
- Laurentius, ellenpápa
- Caretene, Gundobad burgund király felesége
- Péter római trónbitorló

## Fordítás
- Ez a szócikk részben vagy egészben  a(z)   506 című angol Wikipédia-szócikk ezen változatának fordításán alapul.  Az eredeti cikk szerkesztőit annak laptörténete sorolja fel. Ez a jelzés csupán a megfogalmazás eredetét és a szerzői jogokat jelzi, nem szolgál a cikkben szereplő információk forrásmegjelöléseként.